# Гарбия
Гарбия (на арабски: الغربية) е мухафаза в Северен Египет, разположена в делтата на река Нил. Граничи с областите Кафр ел-Шейх на север, Дакахлия на изток, Минуфия на юг и Бухайра на запад. Административен център е град Танта. Населението е 4 999 633 души (28 март 2017).